# 五十嵐太陽
五十嵐 太陽（いがらし たいよう、2003年4月14日 - ）は、神奈川県相模原市出身のプロサッカー選手。Jリーグ・栃木SC所属。ポジションはフォワード（FW）。

## 来歴
神奈川県の相模原出身でジュニア時代から川崎フロンターレの下部組織で育った。2021年には川崎U-18の高井幸大とともにトップチームに2種登録され、来シーズンからトップチームへ昇格することも発表された。小学生の頃から常に一つ飛び抜けていたプレーヤーだった。
2022年より川崎フロンターレのトップチームに昇格。4月18日、ACL・GL第2節の広州足球倶楽部戦で途中出場からプロデビューを果たした。
2023年よりレノファ山口FCに育成型期限付き移籍。2023年シーズンは第14節のザスパクサツ群馬戦でJリーグ初ゴールを挙げるなどリーグ戦36試合出場で3得点を挙げたが、2024年シーズンはリーグ戦7試合出場に留まった。
2024年12月26日に山口との移籍期間満了と栃木SCへの育成型期限付き移籍加入が発表された。

## 所属クラブ
- SCHフットボールクラブ（相模原市立谷口台小学校）
- 2014年 - 2015年 川崎フロンターレU-12（相模原市立谷口台小学校）
- 2016年 川崎フロンターレU-13（相模原市立大野南中学校）
- 2017年 - 2018年 川崎フロンターレU-15（相模原市立大野南中学校）
- 2019年 - 2021年 川崎フロンターレU-18（光明学園相模原高等学校）
  - 2021年 川崎フロンターレ（2種登録選手）
- 2022年 -  川崎フロンターレ
  - 2023年 - 2024年  レノファ山口FC（育成型期限付き移籍）
  - 2025年 -  栃木SC（育成型期限付き移籍）

## 個人成績
| 国内大会個人成績 | 国内大会個人成績 | 国内大会個人成績 | 国内大会個人成績 | 国内大会個人成績             | 国内大会個人成績 | 国内大会個人成績 | 国内大会個人成績 | 国内大会個人成績 | 国内大会個人成績 | 国内大会個人成績 | 国内大会個人成績 |
| 年度             | クラブ           | 背番号           | リーグ           | リーグ戦                     | リーグ戦         | リーグ杯         | リーグ杯         | オープン杯       | オープン杯       | 期間通算         | 期間通算         |
| 年度             | クラブ           | 背番号           | リーグ           | 出場                         | 得点             | 出場             | 得点             | 出場             | 得点             | 出場             | 得点             |
| 日本             | 日本             | 日本             | 日本             | リーグ戦                     | リーグ戦         | リーグ杯         | リーグ杯         | 天皇杯           | 天皇杯           | 期間通算         | 期間通算         |
| ---------------- | ---------------- | ---------------- | ---------------- | ---------------------------- | ---------------- | ---------------- | ---------------- | ---------------- | ---------------- | ---------------- | ---------------- |
| 2022             | 川崎             | 28               | J1               | 0                            | 0                | 0                | 0                | 0                | 0                | 0                | 0                |
| 2023             | 山口             | 32               | J2               | 36                           | 3                | -                | -                | 0                | 0                | 36               | 3                |
| 2024             | 山口             | 55               | J2               | 7                            | 1                | 1                | 0                | 4                | 0                | 12               | 1                |
| 2025             | 栃木SC           | 10               | J3               |                              |                  |                  |                  |                  |                  |                  |                  |
| 通算             | 日本             | 日本             | J1               | 0                            | 0                | 0                | 0                | 0                | 0                | 0                | 0                |
| 通算             | 日本             | 日本             | J2               | 43                           | 4                | 1                | 0                | 4                | 0                | 48               | 4                |
| 通算             | 日本             | 日本             | J3               | \|\|\|\|\|\|\|\|\|\|\|\|\|\| |                  |                  |                  |                  |                  |                  |                  |
| 総通算           | 総通算           | 総通算           | 総通算           | 43                           | 4                | 1                | 0                | 4                | 0                | 48               | 4                |

| 国際大会個人成績 | 国際大会個人成績 | 国際大会個人成績 | 国際大会個人成績 | 国際大会個人成績 |
| 年度             | クラブ           | 背番号           | 出場             | 得点             |
| AFC              | AFC              | AFC              | ACL              | ACL              |
| ---------------- | ---------------- | ---------------- | ---------------- | ---------------- |
| 2022             | 川崎             | 28               | 1                | 0                |
| 通算             | AFC              | AFC              | 1                | 0                |

2021年は2種登録選手（出場なし）
出場歴
- Jリーグ初出場 - 2023年2月18日 J2第1節 大宮アルディージャ戦（維新みらいふスタジアム）
- Jリーグ初得点 - 2023年5月7日 J2第14節 ザスパクサツ群馬戦（正田醤油スタジアム群馬）

## タイトル

### クラブ
川崎フロンターレU-18
- 高円宮杯 JFA U-18サッカープリンスリーグ関東（2021年）